# كنيسة قرطاج

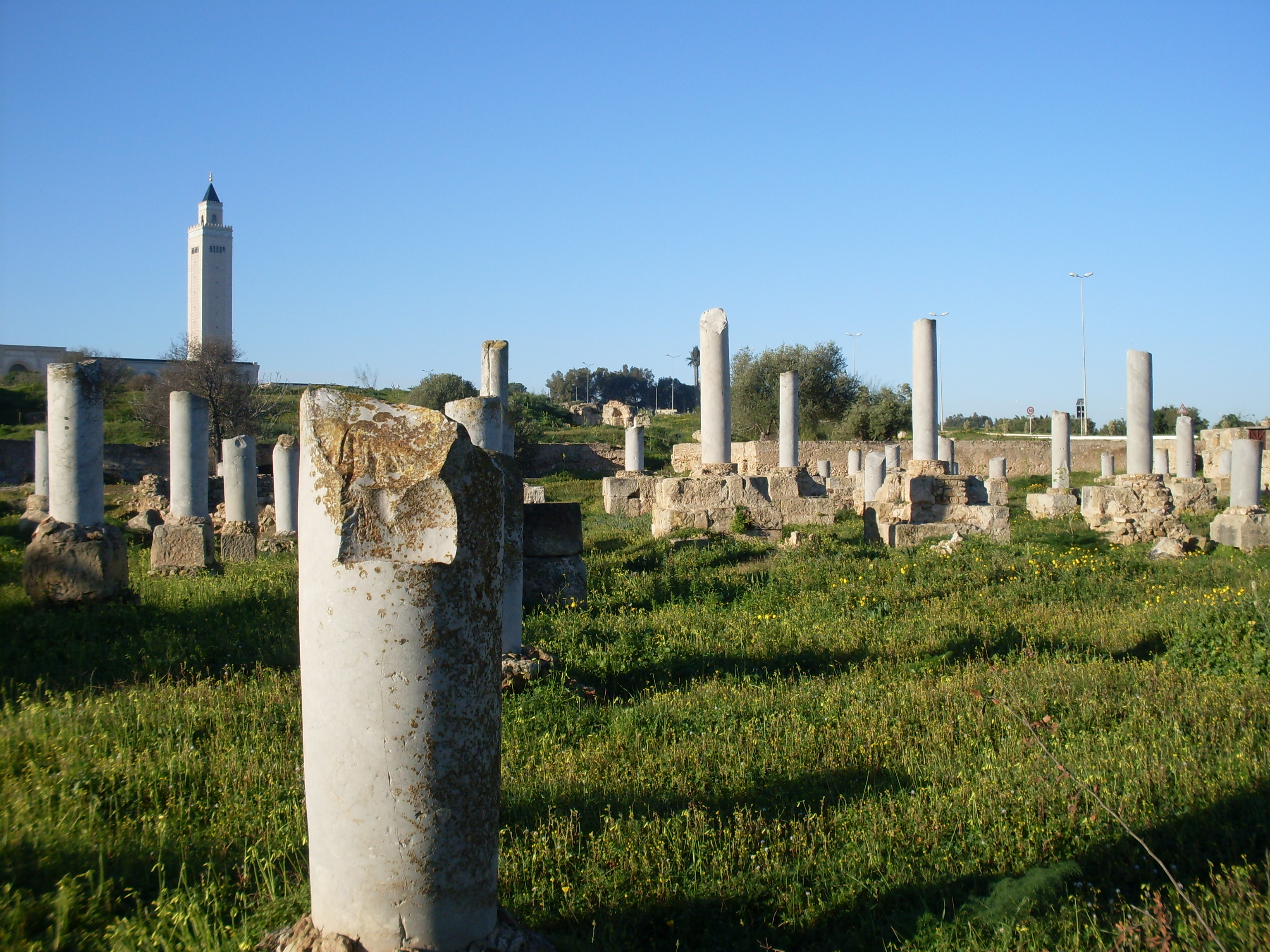
آثار بازيليكا في قرطاج.

كنيسة قرطاج أو كنيسة أفريقيا هي كنيسة تاريخية تأسّست بشمال أفريقيا القديمة أواخر العصر القديم وقبل الفترة الوسيطة التي انبثقت بانبثاق الإسلام. وجدير بالذكر العلاقة الهامة بين هذه الكنيسة وكنيسة روما. منذ القرن الثاني الميلاديّ لعبت رئاسة أسقفية قرطاج دوراً هاماً في تشكيل الفقه والتشريع واللاهوت والفلسفة والقوانين الكنسية، وهكذا كانت رئاسة أسقفية قرطاج بالنسبة للكنيسة الأفريقية المبكرة مثل كنيسة روما بالنسبة للكنيسة الكاثوليكية في إيطاليا. واستخدمت الأبرشية الطقوس الأفريقية، وهو نوع من الطقوس الليتورجية الغربية باللغة اللاتينية. أنجبت رئاسة أسقفية قرطاج شخصيات لعبت دوراً هاماً في تشكيل ملامح المسيحية الغربية وتشمل قائمة هذه الشخصيات كل من القديس بيربيتوا وفيليسيتاس ورفاقهم (203) وترتليان (حوالي 155-240) وقبريانوس القرطاجي (200-258) وكيسيليانوس (توفي عام 311) والقديس أوريليوس (توفي عام 429) وأوجينيوس من قرطاج (توفي عام 505). يُعتبر كل من ترتليان وقبريانوس القرطاجي آباء للكنيسة اللاتينية. كان ترتليان، وهو عالم لاهوت من أصل أمازيغي، فعالاً في تطوير اللاهوت الثالوثي، وكان أول من طبق اللغة اللاتينية على نطاق واسع في كتاباته اللاهوتية. على هذا النحو، يُطلق على ترتليان لقب «أبو المسيحية اللاتينية» و«مؤسس اللاهوت الغربي». وظلّت قرطاج مركزًا مهمًا للمسيحية، حيث استضافت العديد من مجامع قرطاج الكنسيَّة.
بدأ تنظيم كنيسة قرطاج في مُنتصف القرن الثالث الميلاديّ على يد القدِّيس قبريانوس القرطاجي، وانتشرت المسيحيَّة بين كثيرٍ من أهالي البلاد الذين كانوا يلتمسون المبادئ التي تُحقق لهم ما يصبون إليه من سيادة العدل والإنصاف. وقد تعارضت التعاليم المسيحيَّة مع المفاهيم الرومانيَّة القائمة على تأليه الأباطرة وعبادتهم إلى جانب آلهة روما، واستشعرت الإمبراطوريَّة بالخطر لمَّا رفض النصارى الالتحاق بالجيش الروماني والمُشاركة في حُروب الدولة، فقام الإمبراطور ديكيوس وطلب في سنة 250م من جميع رعاياه أن يُعلنوا عن وطنيَّتهم بإعلانهم التمسُّك بالديانة الوطنيَّة والتنصُّل من كُل العبادات الأُخرى وخاصَّةً المسيحيَّة والمانويَّة. ورُغم أنَّ الكنيسة نجحت في تنظيم نفسها وفي الصُمود بوجه الاضطهادات الرومانيَّة، إلَّا أنها بقيت مقصورةً على سواحل المغرب ولم تصل إلى القبائل الضاربة في بوادي وجبال المغرب الأقصى. وعرفت الكنيسة المغربيَّة انقساما خاصًا بها، هو المذهب الدوناتي - نسبةً إلى صاحبه دونات الكبير، أسقف الوطنيين، الذي أعلن عدم الاعتراف بأي كاهنٍ مهما علت مرتبته طالما كان مُستكينًا وراضخًا للسُلطات الإمبراطوريَّة، وطلب الاستشهاد في سبيل ذلك واستجاب لهُ كُل السَّاخطين على الإمبراطوريَّة وخاصَّةً من طبقات الكادحين.